# Karol Niemczycki
Karol Niemczycki, né le 5 juillet 1999 à Cracovie en Pologne, est un footballeur polonais qui évolue au poste de gardien de but au FC Ashdod.

## Biographie

### En club
Né à Cracovie en Pologne, Karol Niemczycki est formé par l'un des clubs de sa ville natale, le KS Cracovie. Il rejoint ensuite les Pays-Bas en poursuivant sa formation au NAC Breda. Il commence sa carrière professionnelle avec ce club, jouant son premier match le 6 mai 2018, à l'occasion d'une rencontre de championnat face au FC Twente où les deux équipes se neutralisent (1-1).
Niemczycki fait son retour au KS Cracovie en août 2020. Il quitte le club à la fin de la saison 2022-2023, en compagnie de Kamil Petska et Michał Siplak.
Ne s'étant pas mis d'accord avec le KS Cracovie sur une prolongation de contrat, Karol Niemczycki quitte le club librement à l'issue de la saison 2022-2023,.
Le 19 juillet 2023, Karol Niemczycki s'engage librement en faveur du club allemand du Fortuna Düsseldorf,.
Peu utilisé au Fortuna Düsseldorf, Karol Niemczycki quitte le club au bout d'une saison, rejoignant à l'été 2024 un autre club allemand, le SV Darmstadt 98, qui vient tout juste d'être relégué en deuxième division,.
Karol Niemczycki joue également très peu avec le SV Darmstadt 98 et quitte le club au mercato d'hiver, le 29 janvier 2025 pour rejoindre le club israélien du FC Ashdod sous la forme d'un prêt jusqu'à la fin de la saison.
Le 8 juin 2025, Niemczycki est recruté définitivement par le FC Ashdod. Il signe un contrat courant jusqu'en juin 2028.

### En sélection
Karol Niemczycki compte deux sélections avec l'équipe de Pologne des moins de 20 ans. Il est également retenu avec cette sélection pour participer à la coupe du monde des moins de 20 ans en 2019, qui a lieu dans son pays natal mais il n'y fait aucune apparition, le titulaire dans les buts Polonais étant Radosław Majecki.
En mars 2021, il est convoqué pour la première fois avec l'équipe nationale de Pologne afin de remplacer Łukasz Skorupski, positif au Covid-19.